# El Fatha
Pour plus de détails, voir Fiche technique et Distribution.
El Fatha est un court métrage français réalisé par Rachida Krim, sorti en 1992.

## Synopsis
Dans une petite ville de l'Ouest algérien, c'est la troisième journée des noces traditionnelles célébrées entre deux époux ne se connaissant pas auparavant.

## Fiche technique
- Titre : El Fatha
- Réalisation : Rachida Krim
- Scénario : Rachida Krim et Catherine Colas
- Photographie : Pierre Novion
- Décors : Éric Atlan
- Son : Sylvain Lecœur
- Perche : Michel Casang
- Musique : Ghafour et Cheb Messar
- Montage : Éric Atlan
- Production : Clara Films
- Durée : 18 minutes
- Date de sortie : 1992

## Distribution
- Magid Bouali
- Najim Larouriga
- Myriam Berrabah

## Sélections
- 1992 : Festival Entrevues Belfort
- 1992 : Festival international du court métrage de Clermont-Ferrand
- 1993 : Festival Côté court de Pantin
- 1997 : Festival Cinéma d'Alès Itinérances